# Cybianthus nanayensis
Cybianthus nanayensis (J.F.Macbr.) G.Agostini – gatunek roślin z rodziny pierwiosnkowatych (Primulaceae). Występuje naturalnie w Peru. 

## Morfologia
PokrójZimozielony krzew.
LiścieBlaszka liściowa ma eliptycznie lancetowaty kształt. Mierzy 15 cm długości oraz 5 cm szerokości, jest całobrzega, ma zbiegającą po ogonku nasadę i spiczasty wierzchołek. Ogonek liściowy jest owłosiony i ma 15–20 mm długości.
KwiatyObupłciowe, zebrane w gronach o długości 2 cm, wyrastających z kątów pędów. Mają 4 działki kielicha o owalnym kształcie i dorastające do 1 mm długości. Płatki są 4, są owalne i mają 2–3 mm długości.